# Calycophyllum papillosum
Calycophyllum papillosum är en måreväxtart som beskrevs av Joseph Harold Kirkbride. Calycophyllum papillosum ingår i släktet Calycophyllum och familjen måreväxter. Inga underarter finns listade i Catalogue of Life.